# Tigraj (pokrajina)
Tigraj je povijesna pokrajina Etiopije. Između 1942. – 1995., to je bila jedna od 14 pokrajina ondašnje Etiopije, koja je bila veća
od današnje regije Tigraj jer je uključivala i dijelove Semiena, Tembiena, Agame i Enderte, koji danas pripadaju drugim regijama (regija Amhara).

## Povijest
Tigraj je bio sjedište Kraljevine Aksum, u 1. stoljeću, najbrojniji narod bili su proto Tigranje i proto Amharci, njihov jezik, jedna varijanta jezika geez ostao je do danas jezik Etiopske pravoslavne tevahedo crkve i etiopskog dvora.
U Knjizi o Aksumu, pisanoj i sastavljenoj vjerojatno prije 18. stoljeća prikazan je Tigraj s gradom Aksum u sredini, okružen s ostalih 12 tradicionalnih glavnih provincija: Tembien, Šire, Seraje, Hamasien, Bur, Sama, Agame, Amba Senajt, Garalta, Enderta, Sahart i Abergele.
U srednjem vijeku ustalila se titula Mekonen Tigraja (guverner Tigraja) za upravljače nad tom pokrajinom, koja je bila veća od današnje regije Tigraj, jer je u njenom sastavu bio i kraj Akele Gazaj (danas dio Eritreje) i teritorij pod vlašću Bar neguša (kralja mora) koji je kao vazalni vladar Tigraja vladao nad priobaljem Crvenog mora (današnja Eritreja). Granica između Tigraja i zemlje Bar neguša bila je po svemu sudeći rijeka Mareb (ona je i danas granica između Etiopije i Eritreje).
Nakon pobune vazalnog vladara Bar neguša Ješaka u 16. stoljeću, Mekoneni Tigraja nisu više imali kontolu nad Bar negušima, ali su svoju vlast polako selili sve više prema Eritreji, osobito u 19. stoljeću. Ali su za mračnog razdoblja Zemene Mesafint (era prinčeva), obje titule postale prazno slovo na papiru, a stvarni gospodari ovog teritorija postali su rasevi i dejazmači koji su te titule dobivali od etiopskih careva.
Sredinom 19. stoljeća, rasovi Tembijana i Enderte uspjeli su u tim dijelovima Tigraja osnovati svoje male dinastije. Jedan od članova te dinastije dejazmač Kasaj Merča, uspeo se etiopsko carsko prijestolje 1872. kao Ivan IV. Ali je nakon njegove pogibije u bitci kod Galabata, etiopski carski tron došao pod kontrolu moćnika iz pokrajine Shoe, a centar moći etiopske države pomaknut je južnije od Tigraja.